# Ciemne (wieś w województwie mazowieckim)
Ciemne – wieś w Polsce położona w województwie mazowieckim, w powiecie wołomińskim, w gminie Radzymin.

## Historia
W latach 1975–1998 miejscowość administracyjnie należała do województwa warszawskiego.
We wsi od 1910 znajduje się Szkoła Podstawowa, której patronką od 1997 jest Janina Januszewska.
W miejscowości znajduje się siedziba i zakład produkcyjny firmy Tago, założonej przez pochodzącego z Ciemnego Tadeusza Gołębiewskiego.
Wierni Kościoła rzymskokatolickiego należą do parafii św. Jana Pawła II w Radzyminie.
W 1943 w miejscowości urodził się Kazimierz Piechór – doktor habilitowany nauk technicznych, profesor Instytutu Podstawowych Problemów Techniki PAN.